# Copa Fares Lopes de 2020
A Copa Fares Lopes de 2020 foi a décima primeira edição desta competição futebolística organizada pela Federação Cearense de Futebol (FCF). Ela foi disputada por seis equipes entre os dias 13 de janeiro e 14 de fevereiro de 2021.
Tradicionalmente disputada no mês de agosto, a edição de 2020 foi adiada para janeiro de 2021 devido à pandemia de Covid-19. Na primeira fase, o Icasa obteve treze pontos e ocupou a liderança da classificação, com dois pontos a mais em relação ao Ferroviário. Por sua vez, o Caucaia terminou na terceira posição, enquanto o Floresta ficou na quarta. Ferroviário e Icasa prosseguiram eliminando Caucaia e Floresta, respectivamente, nas semifinais. O Ferroviário, por sua vez, triunfou na decisão pelo placar mínimo e conquistou o seu segundo título na história da competição. O feito também garantiu o direito de disputar a Copa do Brasil de 2021.

## Participantes e regulamento
A edição de 2020 foi disputada por seis agremiações, o menor número de participantes desde que o torneio adotou o nome atual, em 2010. A disputa apresentou um regulamento semelhante da edição anterior, a qual foi dividida em três fases. Na primeira, os participantes formaram um único grupo e enfrentaram os adversários em embates de turno, classificando as quatro agremiações melhores colocadas ao final da quinta rodada. A partir dessa fase, o torneio passou a adotar um sistema eliminatório.
As seis agremiações que participaram do torneio foram:
- Associação Esportiva Campo Grande Futebol Clube
- Caucaia Esporte Clube
- Ferroviário Atlético Clube
- Floresta Esporte Clube
- Associação Desportiva Recreativa Cultural Icasa
- Pacajus Esporte Clube

## Resumo

### Primeira fase
Os jogos da Copa Fares Lopes tradicionalmente iniciam no mês de agosto, mas os eventos da pandemia de Covid-19 adiaram o início. A organização, inclusive, planejou que a competição ocorresse em novembro, mas a data foi novamente remarcada para o final de janeiro.
Os resultados obtidos permitiram que as seguintes equipes se classificassem com uma rodada de antecedência: Caucaia, Ferroviário, Floresta e Icasa. Na última rodada, os posicionamentos foram definidos. O Icasa terminou a fase inicial com a melhor campanha, sendo seguido pelo Ferroviário. Por sua vez, o Caucaia, com dez pontos, terminou na terceira posição, enquanto o Floresta ficou na quarta posição. Pacajus e Campo Grande foram eliminados.

### Semifinais
As duas primeiras partidas das semifinais foram realizadas no dia 2 de fevereiro e terminaram com triunfos dos visitantes pelo placar de 3–0. Na cidade de Horizonte, o Icasa contou com dois gols de Nael e um de Júnior Juazeiro para seguir invicto na competição. Enquanto isso, em Caucaia, a equipe mandante foi derrotada pelo Ferroviário, que teve o amplo domínio na partida. Este último, inclusive, foi a primeira agremiação classificada para a decisão. O Caucaia foi mais ofensivo no segundo confronto e conseguiu abrir o placar; contudo, sofreu o empate poucos minutos depois. Os últimos 45 minutos foram de poucas oportunidades de gols para ambos os clubes, mas o Ferroviário conseguiu o triunfo marcando dois gols nos minutos finais. Já o Icasa confirmou a vaga após uma vitória simples no dia 10 de fevereiro.

### Final
Em 14 de fevereiro, a decisão do torneio foi protagonizada por Icasa e Ferroviário, numa partida disputada no estádio Olímpico Horácio Domingos de Sousa, em Horizonte. O primeiro tempo não apresentou muitas chances de gols, com exceção dum arremate de Thiaguinho, do Icasa. O contexto mudou no segundo tempo. Jonatan, goleiro do Ferroviário, evitou que o adversário abrisse o placar e protagonizou pelo menos três intervenções. Aos 38 minutos, Berguinho finalizou e o goleiro Mauro praticou a defesa; contudo, o próprio pegou o rebote e fez o único gol da partida. Após isso, o goleiro Jonatan ainda fez duas grandes defesas, assegurando o segundo título do Ferroviário na história da competição.

## Resultados

### Primeira fase
- Fonte: Federação Cearense de Futebol

### Fase final
|  | Semifinais  | Semifinais  | Semifinais | Semifinais |   |       | Final | Final |
|  |             |             |            |            |   |       |       |       |
|  | Floresta    | 0           | 0          | 0          |   |       |       |       |
|  | Icasa       | 3           | 1          | 4          |   |       |       |       |
|  | Icasa       | 3           | 1          | 4          |   | Icasa | 0     |       |
|  |             |             |            |            |   | Icasa | 0     |       |
|  |             | Ferroviário | 1          |            |   |       |       |       |
|  | Caucaia     | Ferroviário | 1          | 0          | 1 | 1     |       |       |
|  | Caucaia     |             |            | 0          | 1 | 1     |       |       |
|  | Ferroviário | 3           | 3          | 6          |   |       |       |       |

- Em itálico, os clubes que possuem o mando de jogo na partida de ida. Em negrito, os vencedores do confronto.
- Fonte: Federação Cearense de Futebol